# Диллард, Стив
Стивен Брэдли Диллард (англ. Stephen Bradley Dillard; 8 февраля 1951, Мемфис, Теннесси) — американский бейсболист и тренер. Выступал на позиции игрока второй базы. С 1975 по 1982 год играл в Главной лиге бейсбола. Работал тренером в ряде команд младших лиг. Отец бейсболиста Тима Дилларда.

## Биография

### Ранние годы и начало карьеры
Стив Диллард родился 8 февраля 1951 года в Мемфисе в штате Теннесси. Старший из четырёх детей в семье. Позднее его отец устроился на работу налоговым инспектором в округе Ли в Миссисипи и семья переехала в город Солтилло. В бейсбол он начал играть в раннем детстве, продолжил во время учёбы в школе. Диллард играл на позиции шортстопа, в его выпускной год школьная команда стала победителем чемпионата штата. Также он выигрывал чемпионский титул в составе команды Американского легиона из Тьюпело.
Игра Дилларда привлекла внимание скаутов профессиональных клубов и на драфте 1970 года его в тринадцатом раунде выбрали «Сан-Диего Падрес». К этому моменту у него было предложение спортивной стипендии от Миссисипского университета и контракт он подписывать не стал. В колледже он провёл два года, после чего «Бостон Ред Сокс» задрафтовали его повторно. К 1975 году Диллард продвинулся в фарм-системе клуба до уровня AAA-лиги, на котором играл за «Потакет Ред Сокс».

### Главная лига бейсбола
В сентябре 1975 года Диллард дебютировал за основной состав «Ред Сокс», через день после того, как команда выиграла чемпионат Американской лиги. До конца сезона он сыграл ещё несколько игр, отбивая с показателем 40,0 %. Весной 1976 года он сохранил место в составе и сыграл за «Бостон» в 57 матчах чемпионата. По ходу сезона его переводили в фарм-команду для освоения позиции второго базового. Причинами такого решения были последствия нескольких операций на плече, из-за которых Диллард не мог бросать с прежней силой, а также наличие в составе шортстопа Рика Берлсона. Зимой 1976—1977 годов он играл в Венесуэльской лиге в составе команды «Валенсия Магальянес».
Конкуренция в «Ред Сокс» была высокой. В сезоне 1977 года Диллард делил игровое время с Денни Дойлом, выходя против питчеров-левшей. На место в стартовом составе претендовал и Даг Гриффит. Большая часть его игр приходилась на выезды, так как соперники предпочитали выпускать на «Фенуэй-парке» правшей. Показатель отбивания Дилларда по итогам чемпионата снизился до 24,1 %. В декабре «Бостон» обменял ещё одного игрока на эту позицию и Диллард заявил руководству, что не будет возражать против обмена, если появится такая возможность.
В январе 1978 года его обменяли в «Детройт Тайгерс» на двух игроков фарм-системы. Диллард рассчитывал на большее количество игрового времени, но был вытеснен из состава молодыми Аланом Траммеллом и Лу Уитакером. Он провёл в «Детройте» один сезон и весной 1979 года был обменян в «Чикаго Кабс».
За «Кабс» Диллард играл в течение трёх лет. Первый сезон стал самым успешным, эффективность его игры на бите составила 28,3 %. В следующем году показатель снизился до 22,5 %, а в сокращённом из-за забастовки игроков сезоне 1981 года составил всего 21,8 %. После окончания сезона в клубе сменилось руководство, после чего ряд игроков был отчислен. Диллард покинул «Кабс» в декабре 1981 года.
Перед началом следующего сезона он подписал контракт с «Чикаго Уайт Сокс», согласившись выступать за фарм-команду «Эдмонтон Трапперс» в случае, если ему не удастся закрепиться в составе по итогам весенних сборов. Там он и провёл большую часть сезона, получив вызов в основной состав «Уайт Сокс» только в сентябре 1982 года после ряда травм партнёров. Этот сезон стал для него последним в карьере.

### Тренерская деятельность
В «Уайт Сокс» оценили потенциал Дилларда как тренера и были готовы предложить ему работу в одной из фарм-команд, но дали возможность найти другой клуб для продолжения карьеры игрока. Поиски успехом не увенчались и в 1983 году он возглавил команду Лиги Галф-Кост из Сарасоты. В течение следующих шести лет он тренировал несколько команд системы «Уайт Сокс». Ещё шесть лет Диллард работал в системе «Хьюстон Астрос». В сезоне 1995 года он руководил клубом «Рокфорд Каббис» из Лиги Среднего Запада, после чего ушёл из профессионального бейсбола.
В последующие несколько лет Диллард тренировал любительские команды из Миссисипи, Нью-Йорка и Луизианы. В 2008 году он вернулся в профессиональный спорт и провёл два сезона на посту главного тренера Квад-Ситиз Ривер Бэндитс, фарм-команды «Сент-Луис Кардиналс».
С 2010 года он постоянно проживает в Солтилло. Его младший сын Тим также играл в бейсбол на профессиональном уровне, провёл несколько сезонов в составе «Милуоки Брюэрс».